# Carl Tiliander
Carl Tiliander, född 1701 i Pjätteryd, död 1765 i Jönköping, var en svensk kyrkoman och riksdagsman.

## Biografi
Carl Tiliander var son till regementspastorn Nicolaus Tiliander och Elisabet Persdotter. Farfadern Sven Ingemarsson Tiliander var morbror till Carl von Linnés far. Tiliander studerade vid Lunds universitet under Andreas Rydelius, blev 1726 magister, varpå han fick tjänst som teologie adjunkt i Hardeberga socken. 1733 var han preses för en avhandling vid Lunds universitet. 1740 blev han kyrkoherde i Jönköping, och fem år senare teologie doktor.
Tiliander var riksdagsman 1742 och 1751.
Första hustrun Sophia Dorotea Schultén var dotter till Carl Schultén, och den andra hette Elisabet Maria Psilander. Hans son Peter Tiliander var teologie doktor och astronomie observator i Lund.